# Жилин, Георгий Семёнович
Гео́ргий Семёнович Жи́лин (18 августа 1925, Киев, Украинская ССР, СССР — 12 сентября 1997, Киев, Украина) — советский гребец, серебряный и бронзовый призёр Олимпийских игр. Заслуженный мастер спорта СССР (1952).

## Карьера
На Олимпиаде в Хельсинки Георгий в составе парной двойки вместе с Игорем Емчуком выиграл серебряную медаль.
На Олимпийских играх 1956 года Жилин в соревнованиях распашных двоек с рулевым в экипаже с Игорем Емчуком и рулевым Владимиром Петровым завоевал бронзу.

## Награды
- Орден «Знак Почёта» (27.04.1957) — «за успехи, достигнутые в деле развития массового физкультурного движения в стране, повышения мастерства советских спортсменов, и успешное выступление на международных соревнованиях»